# Cees Keizer
Cees Cornelis Johannes Keizer (Volendam, 8 januari 1986) is een Nederlands voetballer.

## Carrière
Vanaf zijn zevende speelde de Volendammer in de jeugdopleiding van FC Volendam. In 2001 kwam hij onder de aandacht van Ajax, waarna hij een contract tekende. Keizer doorliep alle jeugdelftallen van de ploeg uit Amsterdam, en in 2007 toonden verschillende clubs, te weten Vitesse, AGOVV Apeldoorn en FC Volendam, interesse in de linkspoot. In mei 2007, toen zijn contract bij Ajax was afgelopen, werd hij door Vitesse in de selectie opgenomen. Hij kwam gelijk in de basis terecht, maar moest in zijn tweede duel tegen AZ afhaken nadat hij een kwartier na de start in botsing kwam met Kemy Agustien, en zijn knie verdraaide. Na nader onderzoek in het ziekenhuis bleek dat Keizer zowel zijn meniscus als zijn voorste kruisband had afgescheurd, waardoor hij enkele maanden buitenspel stond. Na zijn herstel kwam hij niet meer in aanmerking voor een plaats in het eerste elftal, en in januari 2009 werd Keizer verhuurd aan FC Zwolle. Anderhalf jaar bleef Keizer speler van FC Zwolle, waarna hij naar FC Oss vertrok. In 2012 ging hij voor zijn jeugdclub RKAV Volendam spelen.

## Statistieken
| Seizoen | Club      | Land      | Competitie       | Wed. | Goals |
| ------- | --------- | --------- | ---------------- | ---- | ----- |
| 2007/08 | Vitesse   | Nederland | Eredivisie       | 2    | 0     |
| 2008/09 | Vitesse   | Nederland | Eredivisie       | 0    | 0     |
| 2008/09 | FC Zwolle | Nederland | Eerste divisie   | 14   | 0     |
| 2009/10 | FC Zwolle | Nederland | Eerste divisie   | 29   | 0     |
| 2010/11 | FC Oss    | Nederland | Zondag Topklasse | 25   | 0     |
| 2011/12 | FC Oss    | Nederland | Eerste divisie   | 25   | 1     |
| Totaal  | Totaal    | Totaal    | Totaal           | 95   | 1     |